# Vice (revista)
Vice es una revista fue fundada en 1994 en Montreal, Quebec (Canadá), y actualmente instalada en Nueva York (Estados Unidos), que trata temas internacionales de sociedad, arte contemporáneo independiente y cultura juvenil. Su grupo de lectores incluye mayormente a jóvenes bohemios y universitarios, a menudo llamados hípsters (seguidores de movimientos musicales, culturales y literarios vanguardistas). La revista es conocida también por sus contenidos polémicos y con frecuencia adopta posiciones irónicas y sardónicas sobre temas como el sexo, las drogas, la violencia y los asuntos sociales referentes a las diferencias de clase y raza.
Desde febrero de 2015, el editor en jefe de la revista es Ellis Jones.
Vice se edita en Estados Unidos, Alemania, Bélgica, Brasil, Bulgaria, Canadá, China, Colombia, Dinamarca (en inglés), España, Francia, Países Bajos, Italia, Japón, México (con sitio web para toda Latinoamérica), Polonia, Portugal, Reino Unido, Rumania, Rusia y Sudáfrica, además de existir ediciones conjuntas y regionales como Australia/Nueva Zelanda, Austria/Suiza, República Checa/Eslovaquia y una en inglés para los Países nórdicos.
Se distribuye gratuitamente y se financia a través de la publicidad. Esta revista ha publicado una recopilación de unas sus secciones más conocidas, los DOs and DON’Ts, así como la Guía Vice Sexo, Drogas y Rock and Roll. Vice ha creado también una cadena de negocios de ropa, Vice Retail, y una casa discográfica, Vice Records. Sus últimas y emergentes aventuras empresariales son VBS.tv y la productora Vice Films. Quebró.

## Historia
Vice fue fundada en Montreal por un grupo de jóvenes desempleados con fondos del gobierno destinados a proveer trabajo y servicios comunitarios, Suroosh Alvi, Shane Smith y Gavin McInes lanzaron en 1994 Voice of Montreal. Cuando los editores saldaron sus deudas con el editor original, Alix Laurent, compraron su parte de la revista, se cambiaron el nombre a Vice en 1994 y, para mayor difusión, reconocimiento y apoyo publicitario, se mudaron a la ciudad de Nueva York en 1999.

## Personal
- Shane Smith – Cofundador[5]
- Suroosh Alvi – Cofundador[6]
- Ellis Jones – Editor en jefe[7]

## Edición española
Vice contaba con una edición en castellano. En el año 2006 se activó la página web viceland.com/es y el primer número impreso salió a circulación el verano del 2007. Las oficinas centrales de Vice España se encontraban en Barcelona.
En Vice España han colaborado artistas nacionales e internacionales, entre los cuales se puede mencionar Rubén Lardín. La revista ha colaborado en festivales como Primavera Sound.
La edición española era similar a las de otros países. También tenía un blog.
Vice España cerró sus operaciones en el verano de 2020.

## Reputación
Desde sus inicios como Voz de Montreal, Vice tuvo "reputación de provocación". En 2010, Vice fue descrito como "periodismo gonzo para la generación YouTube". A medida que la revista se convirtió en una marca de medios más amplia, luchó por "cómo distanciarse de su crudo pasado y, al mismo tiempo, conservar suficiente reputación para consolidar y hacer crecer su autoridad entre su audiencia principal". Sin embargo, la revista ha seguido enfrentando controversia. En 2013, la revista se retractó de partes de un artículo de moda titulado 'Últimas palabras' que mostraba a "escritoras suicidándose". También en 2013, Vice volvió a ganar atención no deseada cuando el entonces editor de la revista se unió al millonario magnate del software John McAfee mientras evadía a las autoridades para evitar ser interrogado sobre un caso de asesinato.

## Premios
- Gana
  - Concurso de mejor portada de ASME Reader's Choice por "Mejor viaje y aventura" para la edición de junio de 2017[12]
  - Concurso de Mejor Portada de ASME Reader's Choice por "Most Delicious" para la edición de marzo de 2016
  - Antología ASME de la mejor redacción de una revista estadounidense por la entrevista "Fixing the System", 2016
  - Premio ASME Reader's Choice por portada nueva y política, 2015
  - Premio ASME Reader's Choice a la cobertura empresarial y tecnológica, 2015
  - Ocupa el puesto número 9 en la lista A de la revista Ad Age (primera publicación gratuita en ser reconocida), 2010.
- Nominaciones
  - Premio GLAAD Media, artículo de revista destacado por "On the Run", 2017
  - Número de tema único de ASME para el tema penitenciario, 2016
  - Fotografía destacada de ASME para "Deep-Fried America on a Stick", 2014
  - ASME General Excellence para las ediciones de julio, noviembre y diciembre de 2012